# Dolcedo
Dolcedo là một đô thị ở tỉnh Imperia trong vùng Liguria, tọa lạc khoảng 100 km về phía tây nam của Genova và khoảng 7 km về phía tây bắc của Imperia.
Trung tâm hành chính của đô thị này là Piazza, nằm ở phần thấp hơn của thung lũng suối Prino. Các trung tâm dân số chính khác có Isolalunga, Costa Carnara, Bellissimi và Lecchiore. Dolcedo giáp các đô thị sau: Badalucco, Civezza, Imperia, Montalto Ligure, Pietrabruna, Prelà, Taggia, và Vasia.
Các khu dân cư của Dolcedo hiện hữu từ thời đầu Trung cổ, với dân tị nạn từ bờ biển Liguria. Sau này, Dolcedo thuộc thái ấp của dòng họ Clavesana. Đến thế kỷ 12, khu vực này thành nơi trồng olive. Năm 1228, dòng họ Clavesana nhường khu thái ấp này cho đô thị của Genoa.

## Các công trình nổi bật chính
- Nhà thờ giáo khu St. Thomas, theo phong cách Baroque (1613).
- Nhà thờ thời Trung cổ Santa Maria di Castellazzo.
- Thánh địa Acquasanta.
- Giáo đường St. Lawrence với 2 tòa tháp chuông nhỏ.
- Nhà nguyện St. Brigida (thế kỷ 15).